# Eitan Bodenyuk
Eitan Bodenyuk (hebräisch איתן בודניוק; * 10. Januar 1958 in Petach Tikwa) ist ein israelischer Fußballspieler.

## Karriere
Bodenyuk wuchs in der Jugendmannschaft von Hapoel Petach Tikwa auf, wechselte dann in die Absolventengruppe. Er spielte insgesamt 16 Spielzeiten im Team, bei denen er in 330 Einsätzen neun Tore erzielte. Er gewann mit der Mannschaft den israelischen Ligapokal. 
Er studierte am Wingate Institute und leitete die Jugendabteilung von Hapoel Petah Tikva.